# أكتيون تي4

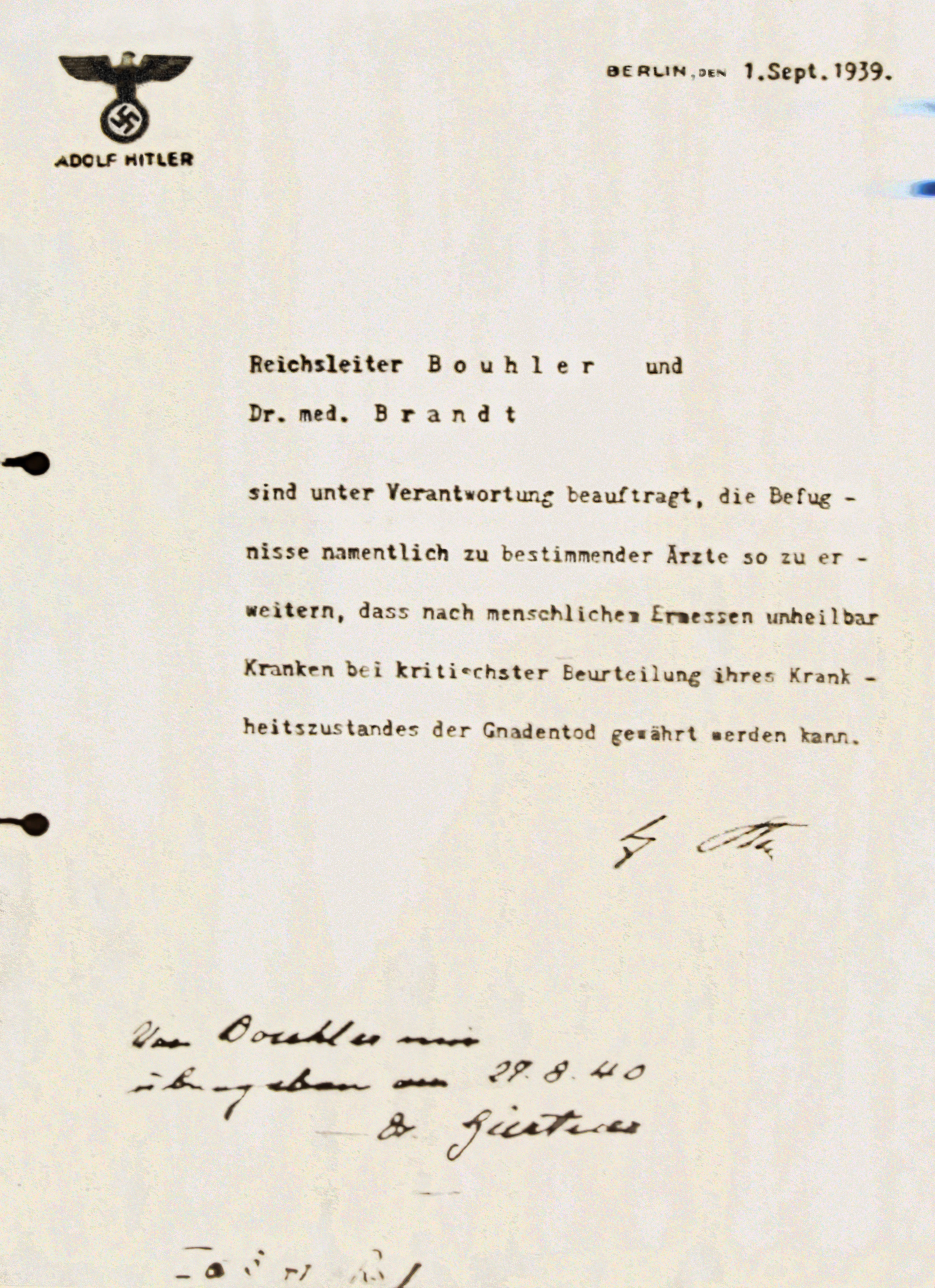

عملية T4  كانت عملية قتل إجباري واسعة في ألمانيا النازية استهدفت المرضى النهائيين وذوي الإعاقات والاحتياجات الخاصة من بين السكان الألمانيين، حيث قامت السلطات الألمانية بقتل ما بين 275-300 ألف شخص بين السنوات 1939-1945. وأمر بتلك العملية المستشار الألماني حينذاك أدولف هتلر يوم 1.9.1939 حيث أمر الأطباء كارل براندت وفيليب بوهلر بتطبيق العملية. وتم أخذ نحو نصف من القتلى من مختلف المؤسسات الخيرية التابعة للكنائس الألمانية.
وتم استخدام الغاز السام لقتل تلك الأعداد الهائلة من الناس، برعاية وزارة الداخلية الألمانية.
وبدأت العملية بشكل سري بعد قتل الرضيع جرهارد كرتشمار والذي ولد وهو أعمى وذو تشوه جسدي في شهر يوليو 1939، حيث أمر هتلر باستمرار العملية ليتم قتل أكثر من 5000 طفلا، مدعيا بأنهم «حياة لا تستحق الحياة». ثم استمرت العملية على المستوى القطري في ألمانيا والنمسا وبولندا وبعض الدول الأخرى بأمر القيادة النازية.